# Bihsud (huyện)
Bihsud là một huyện thuộc tỉnh Nangarhar, Afghanistan. Dân số thời điểm năm 1999 là -72,8 người.